# Lucky Strike
| Lucky Strike | Lucky Strike                              |
| Logos der Marke | Logos der Marke                           |
| Neues Logo seit 2013                                                                                                | Neues Logo seit 2013                      |
| Historisches Logo                                                                                                   | Historisches Logo                         |
| --- | ----------------------------------------- |
| Claim: | Lucky Strike. Sonst nichts. Echt. Luckies |
| Inhaltsstoffe einer Zigarette                                                                                       |                                           |
| Lucky Strike Original                                                                                               |                                           |
| Kondensat/Teer: | 10 mg                                     |
| Nikotin: | 0,8 mg                                    |
| Kohlenstoffmonoxid:                                                                                                 | 10 mg                                     |
| Lucky Strike Authentic Red                                                                                          |                                           |
| Kondensat/Teer: | 10 mg                                     |
| Nikotin: | 0,9 mg                                    |
| Kohlenstoffmonoxid:                                                                                                 | 10 mg                                     |
| Lucky Strike Authentic Blue                                                                                         |                                           |
| Kondensat/Teer: | 6 mg                                      |
| Nikotin: | 0,5 mg                                    |
| Kohlenstoffmonoxid:                                                                                                 | 7 mg                                      |
| Stand 2021. Die Angaben gelten für die auf dem deutschen Markt erhältlichen Zigaretten und sind Durchschnittswerte. |                                           |

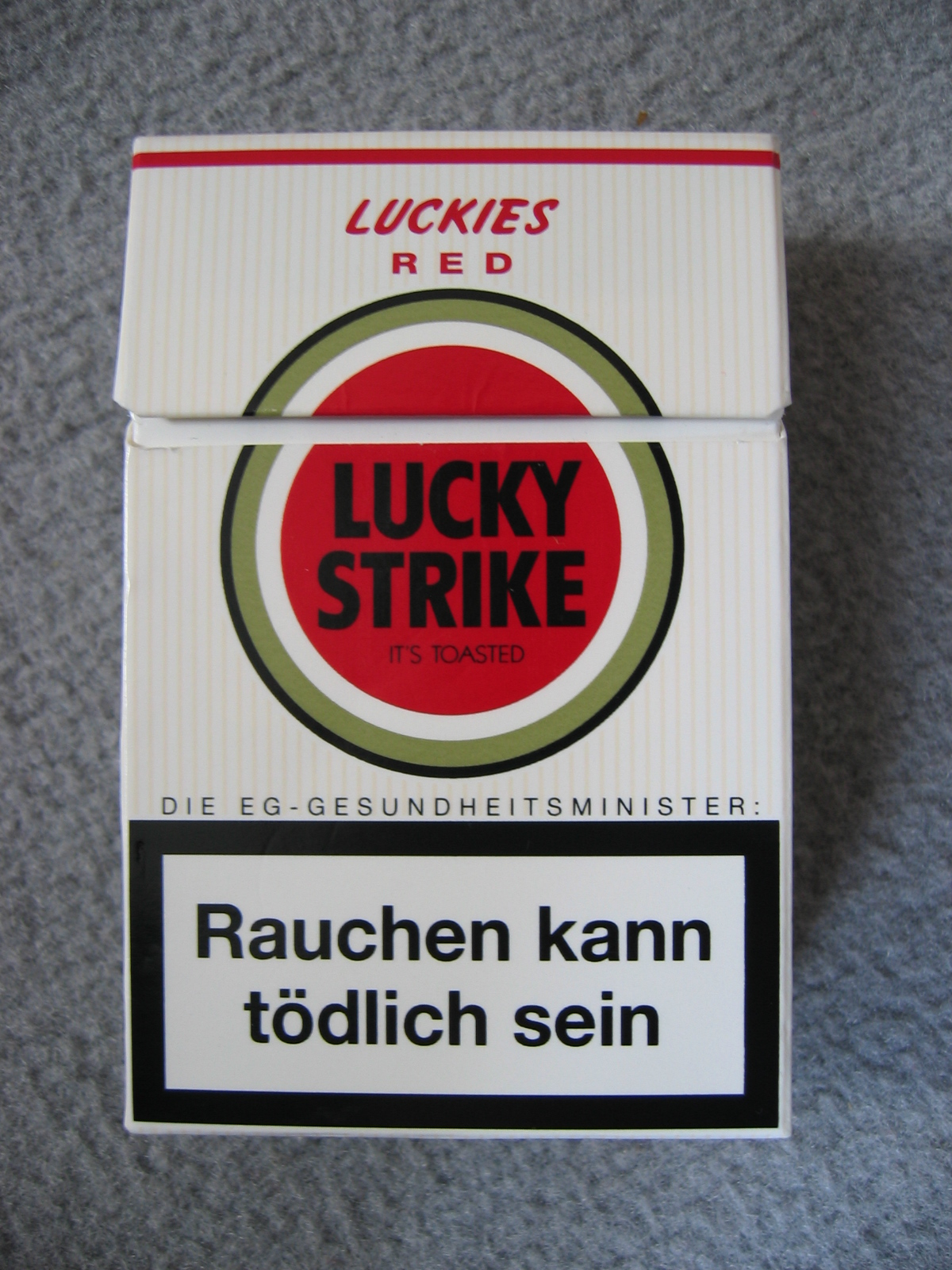
Historische Lucky-Strike-Schachtel

Lucky Strike ist der Markenname einer Zigarettensorte der British American Tobacco (BAT), des weltweit zweitgrößten Tabakkonzerns. In den USA werden seit 1917 Zigaretten unter diesem Namen verkauft. Für Deutschland wurden die aus der Besatzungszeit bekannten filterlosen Lucky Strike seit 1960 von BAT produziert, die Einführung der Lucky Strike Filters erfolgte 1989. 2005 erreichte die Marke einen Gesamtmarktanteil von 5,6 %. Der Rauch einer Lucky-Strike-Original-Red-Zigarette enthält durchschnittlich 10 mg Teer, 0,8 mg Nikotin und 10 mg Kohlenmonoxid.

## Geschichte des Markennamens
Wörtlich übersetzt bedeutet Lucky Strike „Glückstreffer“. Zunächst stand dieser Name für einen Kautabak des Herstellers R. A. Patterson aus Richmond, Virginia (USA). Auf der Packung war ein in den Himmel gehobener Hammer als Symbol des Fundes eines Goldgräbers, eines Glückstreffers, abgebildet. Der Markenname existiert als angemeldetes Markenzeichen seit 1871.
Unter diesem Namen wurden 1916 filterlose Fertigzigaretten eingeführt, die innerhalb eines Jahres elf Prozent Marktanteil erreichten und in den 1930er-Jahren mit rund 40 Prozent an der Spitze des US-Marktes standen. Aufgrund des hohen Marktanteils galt Lucky Strike in Deutschland unmittelbar nach 1945 im Rahmen von Schwarzmarkt und Zigarettenwährung als Synonym, als Gattungsbegriff für amerikanische Zigaretten schlechthin, obwohl es auch andere Marken gab.

## Produkte
Die Produktfamilie von Lucky Strike ist in die drei Linien Original (mit Zusätzen), Authentic (ohne Zusätze) und Change (ohne Zusätze, mit Papierfilter) unterteilt. Die erweiternden Bezeichnungen Red, Blue, Silver, Green, Dark Green und Amber sollen den Nikotingehalt bzw. den Geschmack der Zigaretten beschreiben. Diese unterliegen aber regelmäßigen Änderungen im Sortiment und sind daher nicht konsistent.
| Name                           | Einführung | Teer  | Nikotin | Kohlenstoffmonoxid | ehemalige Bezeichnungen |
| ------------------------------ | ---------- | ----- | ------- | ------------------ | ----------------------- |
| Lucky Strike Original          |            | 10 mg | 0,8 mg  | 10 mg              | Red, Original Red       |
| Lucky Strike Amber             | 2015       | 6 mg  | 0,6 mg  | 8 mg               | Flow Filter Gold        |
| Lucky Strike Authentic Red     | 2010       | 10 mg | 0,9 mg  | 10 mg              | Straight Red            |
| Lucky Strike Authentic Blue    | 2010       | 6 mg  | 0,5 mg  | 7 mg               | Straight Blue           |
| Lucky Strike Silver            | 2017       | 10 mg | 0,7 mg  | 10 mg              | Ice Silver              |
| Lucky Strike Change Dark Green | 2021       | 9 mg  | 0,8 mg  | 9 mg               |                         |
| Lucky Strike Change Green      | 2021       | 6 mg  | 0,5 mg  | 7 mg               |                         |

### Lucky Strike ohne Zusätze
Im Jahr 2010 wurden in Deutschland die „Lucky Strike Straight“ eingeführt, Zigaretten ohne Zusätze, welche es in den Varianten Straight Red (vollwürzig), Straight Blue (mild), Straight Dark (stark) und Straight Bright gab. 2020 folgte eine Sortimentänderung und Umbenennung in „Lucky Strike Authentic“. Erhältlich sind in dieser Version aktuell Authentic Blue und Authentic Red, während Dark bzw. Bright aus dem Produktportfolio entfernt wurden.

### Lucky Strike Convertibles
Die ursprünglich als Convertibles vermarkteten Lucky-Strike-Sorten mit zusätzlichen Aromakapseln im Filter sind in Deutschland nicht erhältlich. Die ersten derartigen Produkte verfügten über eine Mentholkapsel, die durch Druck auf den Filter geöffnet werden konnte, und wurden 2009 als Lucky Strike Click & Roll eingeführt. Im Jahr 2014 folgten mit der Lucky Strike Double Click mehrere neue Sorten mit zwei unterschiedlichen Aromakapseln, die separat aktiviert werden können.
Diese dürfen jedoch nach einem Urteil des Verwaltungsgerichts Braunschweig nicht auf dem deutschen Markt vertrieben werden.

## Packungsdesign
Mit Beginn des Zweiten Weltkrieges wurde die damals noch grüne Verpackung dem Hersteller zu teuer: Da die US-Armee grüne Farbe in großen Mengen benötigte, trieb sie durch ihre Nachfrage den Farbenpreis in die Höhe. Jedoch wird behauptet, dass dies nur ein Vorwand war und die Firma mit dem neuen Design Frauen als Kundinnen werben wollte. Die Schachtel wurde relauncht und erhielt 1940 das bekannte Design von Raymond Loewy, welcher auch den Entwurf für die 1955 eingeführten 10-, 12- und 26-Unzen-Varianten der 1916 entworfenen Coca-Cola-Flasche übernommen hatte. Bei dem Indianerkopf handelte es sich um den Häuptling Wahunsonacock (geboren im 16. Jahrhundert), der Land an Tabakpflanzer verkaufte. Seine Tochter war die bekanntere Pocahontas. Der Slogan It’s toasted beschreibt den Herstellungsprozess.
„L.S./M.F.T.“ auf der Packung bedeutet Lucky Strike Means Fine Tobacco.
Aufgrund des in der ersten Dekade des 21. Jahrhunderts in Deutschland beschlossenen Verbots, „beschönigende oder irreführend als gesund darstellende“ Begriffe im Namen von Tabakwaren zu führen, führte Lucky Strike – wie auch andere Tabakmarken – farbliche Unterscheidungsmerkmale anstelle der bisherigen Bezeichnungen wie „Light“ ein, so dass der Name „Lucky Strike Red“ entstand.
Später wurde der Name von „Lucky Strike Red“ in „Lucky Strike Original Red“ abgeändert.
Das Verpackungsdesign ist derzeit simpel: Der „Lucky Strike“-Schriftzug auf rotem, grünem oder blauem Grund, mit drei Kreisen, das ganze auf einer komplett weißen Schachtel.
Gelegentlich werden zu Marketing-Zwecken Sonder-Editionen wie die „Lucky Times Edition“, die „Black Edition“, die „White Edition“, die „Icon Edition“, die „Beat Edition“ oder die „Neon Edition“ mit abweichendem Design auf den Markt gebracht, oft begleitet von umfangreicher Plakatwerbung.

## Werbung – Marketing
Die Werbung von Lucky Strike ist generell einfach gehalten. Meist wird der gleiche Hintergrund benutzt und nur die auf dem Bild zu erkennende Zigarettenschachtel verändert. Die Werbefachleute von Lucky Strike wurden oft für ihre Leistungen auf dem Gebiet der Werbung ausgezeichnet.

„Loewys Neugestaltung für die Lucky-Strike-Packung gilt als Musterbeispiel des Redesign. Die veränderte weiße Grundfarbe lässt Packung und Inhalt sauber erscheinen, der Kontrast zu den Farben Rot und Schwarz hebt das Emblem deutlicher hervor. Auch die Typografie gibt dem neuen Erscheinungsbild mehr Klarheit. Die Symmetrie von Vorder- und Rückseite ist nicht nur gutes Design, sondern bewirbt die Marke gleich doppelt. Die Lucky-Strike-Packung mit doppelter Markenscheibe ist eine der effizientesten Erfindungen in der Produktwerbung.“

### USA
Lucky Strike war 1927 die erste (Zigaretten-)Firma, die bekannte Frauen für ihre Werbung einsetzte. 1928 wurde Lucky Strike als Süßigkeitenersatz beworben: „Reach for a Lucky instead of a sweet.“ Auf der Osterparade 1929 in New York City wurden zehn Frauen eingestellt, um sich eine Lucky Strike als „torches of freedom“ (dt.: „Fackeln der Freiheit“) anzuzünden. Auch den Frauen sollte das Tabakrauchen schmackhaft gemacht werden, um neue Konsumentengruppen für den Hersteller zu erschließen. Zeitlich fiel dies in eine emanzipatorische Aufbruchstimmung der Frauen.

### Deutschland
BAT hat für seine Marke Lucky Strike mit der Markteinführung 1989 in Deutschland eine aufwändige Werbekampagne gestartet, mit der noch heute gearbeitet wird. Da in Deutschland Zigarettenwerbung in Radio, TV und Internet verboten ist, bilden Plakate und Printmedien die Schwerpunkte der Kampagne: Die Schachtel selbst ist der Hauptdarsteller; eine Kurzstory (Ein Wort bis ein Satz) bildet die Headline. Innerhalb dieses Rahmens werden die Inhalte endlos variiert. Die Pointen orientieren sich dabei oft am aktuellen Tagesgeschehen.
Nach einer großen Raymond-Loewy-Ausstellung 1990 in Berlin, die von der Zigarettenmarke Lucky Strike der BAT-Cigaretten GmbH gesponsert wurde, entstand in Deutschland die Raymond Loewy Foundation. Ihr Ziel ist, an Leben und Werk des Designers Raymond Loewy zu erinnern und dem Design in der Öffentlichkeit den ihm angemessenen Stellenwert zu geben. Später wurden auch in anderen Ländern vergleichbare Stiftungen gegründet. Die Raymond Loewy Foundation dient dem BAT-Konzern als integraler Bestandteil der Marken- und PR-Strategie von „Lucky Strike“.
Der Konzern hat mit einer provokativen Werbung in Deutschland einige Personen des öffentlichen Lebens auf den Plan gerufen. So klagten Ernst August von Hannover und Dieter Bohlen gegen den Konzern.

### Perspektiven
Um den immer restriktiveren Werbebeschränkungen zu entgehen, geht der Trend im Zigarettenmarketing generell dahin, Markenname und Logo stärker von Zigaretten und Tabakrauchen zu trennen und anderen, unverfänglichen Produkten und Dienstleistungen (wie z. B. Reisen) zuzuordnen. So gab es unter dem Namen Lucky Strike einen Online-Shop, in dem ausschließlich Produkte ohne Bezug zum Tabakrauchen verkauft wurden. Der Inhaber des Shops war die Lucky Strike Originals GmbH in Hamburg, eine Tochter von British American Tobacco.

„… Europa bleibt ein wichtiger Zielmarkt der Tabakindustrie. Es gibt unzählige Beispiele für gerissenes Marketing. British American Tobacco (BAT) eröffnete in Amsterdam eine Kette von Tabakgeschäften mit dem Namen „Lucky Strike“, die sich auf das Marktsegment der 18–25-Jährigen konzentrieren. Neben Tabakerzeugnissen und Zubehör verkaufen die Geschäfte auch Zeitschriften, Zeitungen, Getränke und Esswaren. Man bietet auch eine Ruhezone mit Musik und kostenlosem Kaffee an. Wenn die Amsterdamer Geschäfte Erfolg haben, wird das Konzept international ausgeweitet. …“